# Pływanie na Letnich Igrzyskach Olimpijskich 2024 – 4 × 100 m stylem zmiennym kobiet
Sztafeta 4 × 100 m stylem zmiennym kobiet – konkurencja pływacka, która odbyła się podczas Letnich Igrzysk Olimpijskich 2024 w Paryżu. Eliminacje zostały rozegrane 3 sierpnia, a finał 4 sierpnia 2024.

## Terminarz
| Data            | Godzina rozpoczęcia (CET) | Runda      |
| --------------- | ------------------------- | ---------- |
| 3 sierpnia 2024 | 12:52                     | Eliminacje |
| 4 sierpnia 2024 | 19:32                     | Finał      |

## Rekordy
Rekord świata i rekord olimpijski przed rozpoczęciem zawodów:
| Rekord            | Reprezentacja                                                             | Czas    | Miejsce | Data            |
| ----------------- | ------------------------------------------------------------------------- | ------- | ------- | --------------- |
| Rekord świata     | Stany Zjednoczone Regan Smith · Lilly King · Kelsi Dahlia · Simone Manuel | 3:50,40 | Gwangju | 28 lipca 2019   |
| Rekord olimpijski | Australia Kaylee McKeown · Chelsea Hodges · Emma McKeon · Cate Campbell   | 3:51,60 | Tokio   | 1 sierpnia 2021 |

W trakcie zawodów ustanowiono następujące rekordy:
| Data       | Etap konkurencji | Reprezentacja                                                                                                 | Czas    | Rekord |
| ---------- | ---------------- | --- | ------- | ------ |
| 4 sierpnia | finał            | Stany Zjednoczone · Regan Smith (57,28) · Lilly King (1:04,90) · Gretchen Walsh (55,03) · Torri Huske (52,42) | 3:49,63 | WR     |

## Wyniki

### Eliminacje
| Miejsce | Wyścig | Tor | Reprezentacja     | Zawodniczki                                                                                                  | Czas      | Uwagi |
| ------- | ------ | --- | ----------------- | --- | --------- | ----- |
| 1.      | 1      | 4   | Australia         | Iona Anderson (58,67) Ella Ramsay (1:06,79) Alexandria Perkins (56,59) Meg Harris (52,76)                    | 3:54,81   | Q     |
| 2.      | 2      | 5   | Kanada            | Ingrid Wilm (59,42) Sophie Angus (1:06,07) Mary-Sophie Harvey (57,68) Penny Oleksiak (52,93)                 | 3:56,10   | Q     |
| 3.      | 1      | 5   | Chiny             | Wang Xueer (59,75) Tang Qianting (1:05,74) Yu Yiting (56,50) Wu Qingfeng (54,25)                             | 3:56,34   | Q     |
| 4.      | 2      | 4   | Stany Zjednoczone | Katharine Berkoff (58,98) Emma Weber (1:07,39) Alex Shackell (57,32) Kate Douglass (52,71)                   | 3:56,40   | Q     |
| 5.      | 2      | 5   | Japonia           | Rio Shirai (1:00,91) Satomi Suzuki (1:05,52) Mizuki Hirai (56,32) Rikako Ikee (53,77)                        | 3:56,52   | Q     |
| 6.      | 2      | 3   | Szwecja           | Hanna Rosvall (1:00,16) Sophie Hansson (1:07,24) Louise Hansson (56,62) Sarah Sjöström (53,31)               | 3:57,33   | Q     |
| 7.      | 1      | 6   | Francja           | Emma Terebo (59,16) Charlotte Bonnet (1:07,40) Marie Wattel (57,19) Mary-Ambre Moluh (53,65)                 | 3:57,40   | Q     |
| 8.      | 1      | 3   | Holandia          | Maaike de Waard (1:00,19) Tes Schouten (1:07,88) Tessa Giele (57,01) Marrit Steenbergen (52,40)              | 3:57,48   | Q     |
| 9.      | 2      | 2   | Niemcy            | Laura Riedemann (1:01,05) Anna Elendt (1:05,92) Angelina Köhler (56,74) Nina Holt (54,41)                    | 3:58,12   |       |
| 10.     | 1      | 7   | Wielka Brytania   | Kathleen Dawson (1:00,67) Angharad Evans (1:05,40) Keanna Macinnes (58,72) Freya Anderson (53,55)            | 3:58,34   |       |
| 11.     | 2      | 1   | Irlandia          | Danielle Hill (1:00,84) Mona McSharry (1:05,38) Ellen Walshe (58,01) Grace Davison (55,89)                   | 4:00,12   | NR    |
| 12.     | 1      | 2   | Polska            | Adela Piskorska (1:00,96) Dominika Sztandera (1:07,39) Paulina Peda (58,66) Kornelia Fiedkiewicz (53,93)     | 4:00,94   |       |
| 13.     | 1      | 1   | Hongkong          | Hoi Shun Stephanie Au (1:01,49) Siobhan Haughey (1:07,01) Cheuk Tung Natalie Kan (59,75) Hoi Lam Tam (55,30) | 4:03,56   |       |
| 14.     | 2      | 8   | Singapur          | Levenia Sim (1:02,30) En Yi Letitia Sim (1:06,76) Quah Jing Wen (59,94) Gan Ching Hwee (56,58)               | 4:05,58   |       |
| 15. !   | 1      | 8   | Dania             | Schastine Tabor Thea Blomsterberg Martine Damborg Elisabeth Sabroe Ebbesen                                   | 4:06,00 ! | DSQ   |
| 15. !   | 2      | 7   | Włochy            | Margherita Panziera Benedetta Pilato Viola Scotto Di Carlo Sofia Morini                                      | 4:06,00 ! | DSQ   |

### Finał
| Miejsce | Tor | Reprezentacja     | Zawodniczki                                                                                    | Czas    | Uwagi |
| ------- | --- | ----------------- | ---------------------------------------------------------------------------------------------- | ------- | ----- |
| 1 !     | 6   | Stany Zjednoczone | Regan Smith (57,28) Lilly King (1:04,90) Gretchen Walsh (55,03) Torri Huske (52,42)            | 3:49,63 | WR    |
| 2 !     | 4   | Australia         | Kaylee McKeown (57,72) Jenna Strauch (1:07,31) Emma McKeon (56,25) Mollie O’Callaghan (51,83)  | 3:53,11 |       |
| 3 !     | 3   | Chiny             | Wan Letian (59,81) Tang Qianting (1:05,79) Zhang Yufei (55,52) Yang Junxuan (52,11)            | 3:53,23 |       |
| 4.      | 5   | Kanada            | Kylie Masse (58,29) Sophie Angus (1:06,54) Margaret MacNeil (55,79) Summer McIntosh (53,29)    | 3:53,91 |       |
| 5.      | 2   | Japonia           | Rio Shirai (1:01,24) Satomi Suzuki (1:05,08) Mizuki Hirai (56,27) Rikako Ikee (53,58)          | 3:56,17 |       |
| 6.      | 1   | Francja           | Emma Terebo (59,00) Charlotte Bonnet (1:06,85) Marie Wattel (57,29) Béryl Gastaldello (53,15)  | 3:56,29 | NR    |
| 7.      | 7   | Szwecja           | Hanna Rosvall (1:00,38) Sophie Hansson (1:06,24) Louise Hansson (56,95) Sarah Sjöström (53,35) | 3:56,92 |       |
| 8.      | 8   | Holandia          | Maaike de Waard (59,91) Tes Schouten (1:08,55) Tessa Giele (57,51) Marrit Steenbergen (53,55)  | 3:59,52 |       |